# Köderfang (Schmetterlinge)

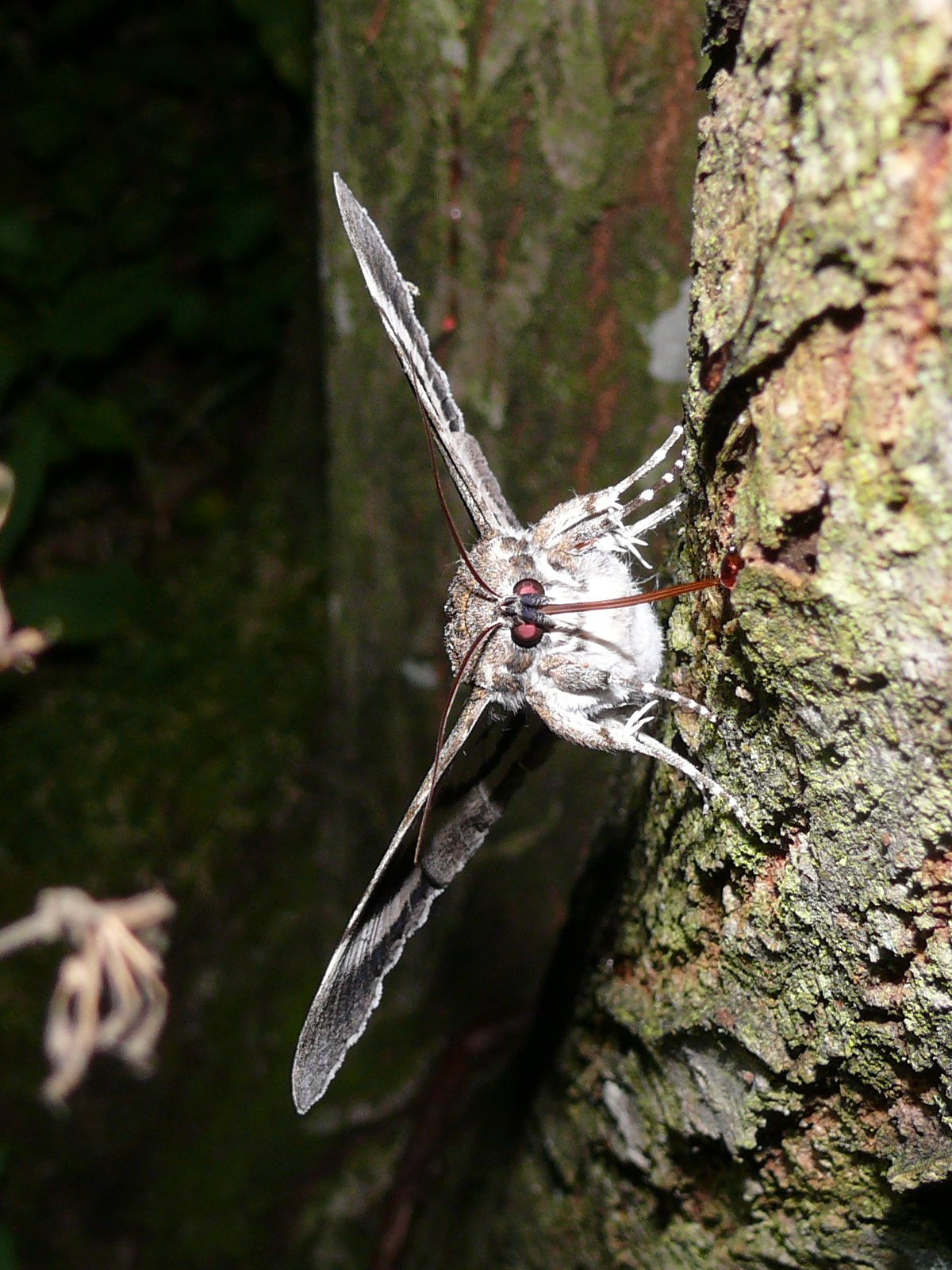
Blaues Ordensband (Catocala fraxini) an Rotweinköder

Ein beim Köderfang benutzter Köder  für Schmetterlinge dient dazu, bevorzugt Nachtfalter, aber auch Tagfalter, anzulocken, um ihr Vorkommen in ausgewählten Regionen nachweisen zu können.

## Grundlagen

### Chemische Orientierung
Fast alle Schmetterlinge suchen ihre Nahrungsquellen, so auch den künstlichen Köder, mit Hilfe des chemischen Sinnes auf. Besonders bekannt ist dieses Phänomen beim Totenkopfschwärmer, der sogar in Bienenstöcke eindringt, aber auch künstliche Honigköder anfliegt. Die Fühler und der Saugrüssel sind die Träger der chemischen Sinne. Bei Eulenfaltern wurde beobachtet, dass sobald eine Tarse, vor allem die des ersten Beinpaares, den Köder berührt, der Saugrüssel entrollt wird und der Falter zu saugen beginnt.

### Meteorologische  Einflüsse
Die Windstärke und die Windrichtung haben einen entscheidenden Einfluss auf die Orientierung der Falter zur Futterquelle. Durch den Wind wird den Tieren der Nahrungsgeruch angezeigt, die daraufhin die Flugrichtung in Richtung auf die Quelle verändern und diese in kreisenden Suchbewegungen anfliegen. Der Anflug erfolgt stets gegen, nie mit dem Wind auf den Köder zu. Bei völliger Windstille kann der Ködergeruch nur aus ca. drei Metern wahrgenommen werden, bei leichtem Wind aus ca. 30 Metern und bei stärkerem Wind aus bis zu 500 Metern. Weitere Witterungsfaktoren sind Temperatur, Luftfeuchtigkeit und Veränderungen des elektrischen Potentialgefälles der Atmosphäre. Günstige Bedingungen herrschen bei warmem, trübem, leicht windigem Wetter (Windstärke 2 bis 3). Selbst leichter Regen ist nicht störend. Bei niedrigen Temperaturen, d. h. unter 5 °C im Frühjahr bzw. unter 10 °C im Sommer, findet im Allgemeinen kein Nahrungssuchflug statt. Der Anflug der Nachtschmetterlinge an den Köder beginnt zu jeder Jahreszeit mit Einbruch der Dämmerung und dauert im Frühjahr ca. eine Stunde, im Sommer und Herbst gewöhnlich zwei Stunden.

## Nachtfalter
Es existiert eine Vielzahl verschiedener Rezepte zum Anlocken der Falter. Bewährt hat sich beispielsweise ein Köder, der aus einer Mischung von dunklem Bier und Honig oder Sirup hergestellt wird. Zur besseren Wirksamkeit wird ein solches Gemisch in leicht vergorenem Zustand verwendet. Der dadurch erzeugte intensive Geruch steigert die Attraktivität für die Schmetterlinge. Die Beimischung einer kleinen Menge Rum hat den Vorteil, dass die Falter ruhiger am Köder sitzen. Ein weiterer sehr häufig verwendeter Köder ist der Rotweinköder, der aus einer Mischung aus Rotwein und Zucker besteht. Zur besseren Vergärung kann einfache Backhefe hinzu gegeben  werden. Zusätze von Früchten, wie Birnen oder Bananen, sind ebenfalls möglich. Die Köder werden mittels Saugrüssel aufgenommen. Die beste Wirkung der Köders wird erreicht, wenn die Köderflüssigkeit nachmittags mit einem Pinsel in etwa 1,5 bis 2 Meter Höhe an Baumstämmen oder Zaunpfählen in den Abmessungen von ca. 10 × 6 Zentimeter aufgetragen wird. In der Dämmerung, wenn der Anflug der Falter beginnt, und während der Nacht können diese Stellen dann mittels Taschenlampe kontrolliert werden und die um die bestrichenen Flächen sitzenden Arten leicht bestimmt, gezählt und katalogisiert werden.
Eine weitere Variante ist der Apfelschnitten-Köder. Hierbei werden Apfelscheiben kettenartig auf eine Schnur gezogen, mit der angesetzten Lockflüssigkeit benetzt und an Bäumen oder Sträuchern aufgehängt.
Das Anlocken mittels Köder ist insofern erfolgversprechend, als einige Nachtfalterarten, insbesondere viele Eulenfalter, zur endgültigen Ausreifung auf eine starke Nahrungsaufnahme angewiesen sind. In der Natur wird dieser Bedarf durch Baumsäfte gedeckt. Einige nachtaktive Arten besuchen einen Köder häufiger als Licht; sie sind dadurch einfacher und besser zu beobachten und nachzuweisen.
Beispiele für besonders auffällige Köderbesucher sind:
- Blaues Ordensband (Catocala fraxini)
- Rotes Ordensband (Catocala nupta)
- Großes Eichenkarmin (Catocala sponsa)
- Pappelkarmin (Catocala elocata)
- Weidenkarmin (Catocala electa)
- Gelbes Ordensband (Catocala fulminea)
- Schwarzes Ordensband (Mormo maura)
- Weißes Ordensband (Catephia alchymista)
- Pyramideneule (Amphipyra pyramidea)

Weitere Beispiele für Eulenfalterarten, die gerne die verschiedenen Köder besuchen, sind:
- Variable Kätzcheneule, (Orthosia incerta)
- Gothica-Kätzcheneule, (Orthosia gothica)
- Kleine Kätzcheneule, (Orthosia cruda)
- Rundflügel-Kätzcheneule, (Orthosia cerasi)
- Trapezeule, (Cosmia trapezina)
- Svenssons Pyramideneule, (Amphipyra berbera)
- Zackeneule, (Scoliopterix libatrix)
- Hopfen-Zünslereule, (Hypena rostralis)
- Satellit-Wintereule, (Eupsilia transversa)
- Dunkle Knötericheule, (Dypterygia scabriuscula)
- Rotkopf-Wintereule, (Conistra erythrocephala)
- Heidelbeer-Wintereule, (Conistra  vaccinii)
- Gebüsch-Wintereule, (Conistra  ligula)
- Schwarzgefleckte Wintereule, (Conistra rubiginosa)
- Große Wintereule, (Orbona fragariae)

Die oben aufgeführten Kätzcheneulen saugen im zeitigen Frühjahr bevorzugt an blühenden Weiden-Kätzchen, die Wintereulen überwintern als Falter und haben demzufolge im Spätherbst einen großen Nahrungsbedarf.

## Tagfalter
Auch bestimmte Tagfalter-Arten lassen sich mit Ködern anlocken, die allerdings gänzlich anders geartet sind. So nehmen Schillerfalter gerne stark riechenden Käse als Köder an,  während sie normalerweise mit ihrem Saugrüssel an Kot, Urin oder Aas saugen. Insbesondere sind zu nennen:

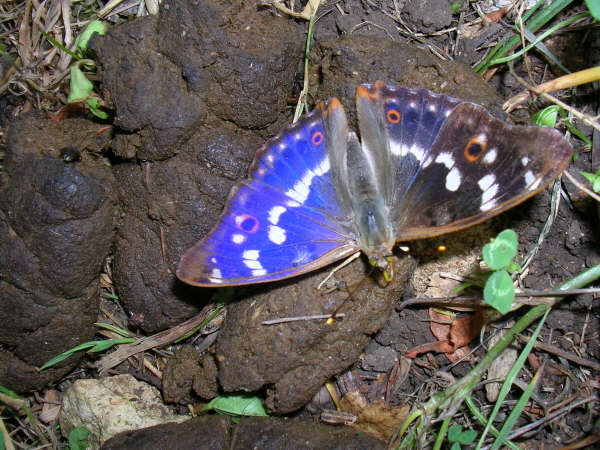
Kleiner Schillerfalter an Kot

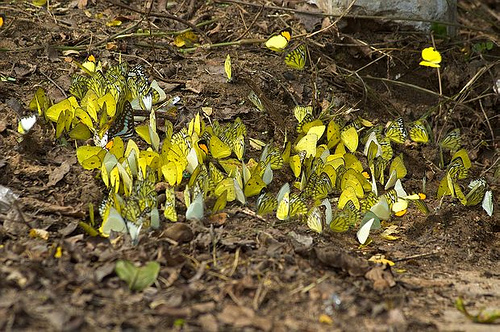
Tropische Weißlinge an Wasserstelle

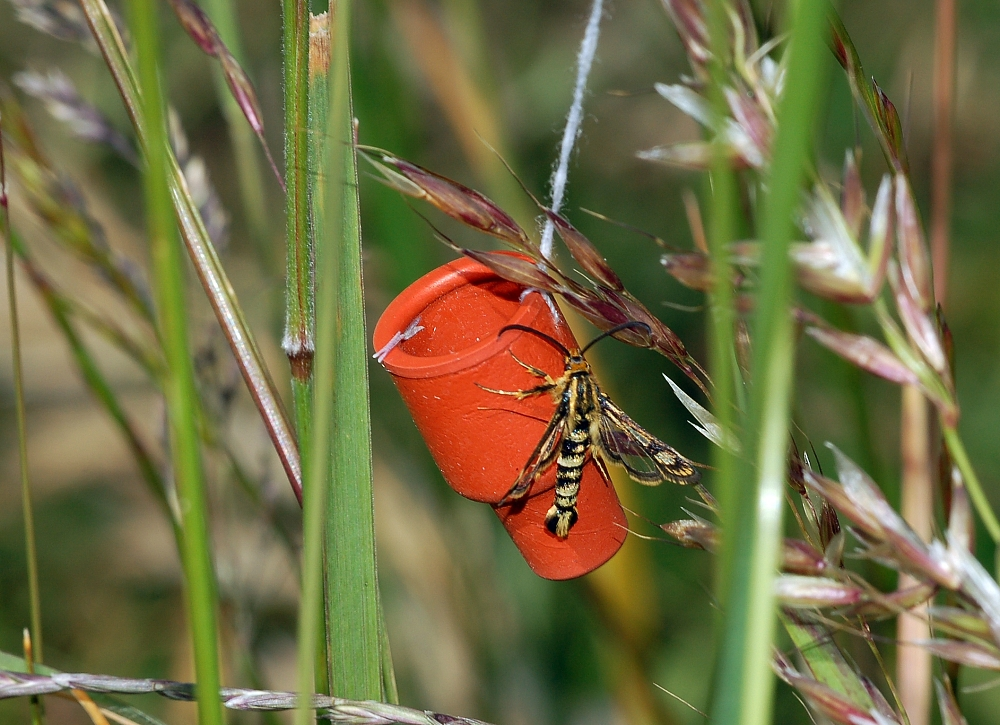
Zypressenwolfsmilch-Glasflügler am Pheromon-Köder

- Großer Schillerfalter (Apatura iris)
- Kleiner Schillerfalter (Apatura ilia)
- Großer Eisvogel (Limenitis populi)
- Kleiner Eisvogel (Limenitis camilla)

Andere Arten, wie z. B. Trauermantel und Admiral lassen sich mit überreifen, leicht vergorenen Früchten als Köder anlocken.
Eine Vielzahl von Tagschmetterlingen saugt sehr gerne an Wasserstellen, um Mineralstoffe aus dem Boden aufnehmen zu können. Dazu zählen insbesondere Falter der Familien Weißlinge (Pieridae) wie der Kleine Kohlweißling, Bläulinge (Lycaenidae), wie beispielsweise der Hauhechel-Bläuling sowie Ritterfalter (Papilionidae), wie Schwalbenschwanz und Segelfalter. Besonders in tropischen Gebieten werden Wasserstellen oft von Hunderten von Tagfaltern besucht. Während großer Trockenperioden ist das Anlegen künstlicher Wasserstellen als Nahrungsquelle und Köderstelle zur Beobachtung vorteilhaft. Zur Aufnahme von Mineralstoffen fliegen einige Edelfalter-Arten in der Natur zuweilen beim Menschen auf Arme und Handrücken, um ausgetretenen Schweiß aufzusaugen.  Im Mittelmeergebiet kann man dieses Verhalten häufig auch beim Erdbeerbaumfalter beobachten. So dient der Mensch dann sozusagen selber als Köder.

## Schädlinge
Zur Bekämpfung von schädlichen Schmetterlingsarten werden Lockstofffallen, auch Pheromonfallen genannt, verwendet. Hierbei werden mit künstlichen weiblichen Sexual-Duftstoffen der jeweiligen Art die männlichen Falter angelockt, die dann an klebrigen Oberflächen haften bleiben. Diese Tiere können so die Weibchen nicht mehr erreichen und keinen Beitrag zur Fortpflanzung leisten. Bestimmte Glasflügler-Arten, wie der männliche Erlen-Glasflügler, fliegen einen solchen Köder zuweilen massenhaft an, ebenso der Zypressenwolfsmilch-Glasflügler.

## Weitere Köderbesucher
Eine Reihe anderer Tierarten erscheinen teilweise in großer Anzahl am Köder. Dazu gehören: Käfer, Hornissen, Wespen, Ameisen, sowie auch Schnecken. Bei starkem Schmetterlingsanflug versuchen Fledermäuse und Eulen die anfliegenden Tiere zu erbeuten, und auch Spitzmäuse und Kröten lauern bisweilen am Boden auf herabfallende Falter.